# Magnet
Magnet – miejscowość i gmina we Francji, w regionie Owernia-Rodan-Alpy, w departamencie Allier.

## Demografia
Według danych na rok 1990 gminę zamieszkiwało 656 osób, a gęstość zaludnienia wynosiła 52 osoby/km². W styczniu 2015 r. Magnet zamieszkiwało 941 osób, przy gęstości zaludnienia wynoszącej 74,6 osób/km².